# Herb gminy Potęgowo
Herb gminy Potęgowo – jeden z symboli gminy Potęgowo, ustanowiony 27 kwietnia 2001.

## Wygląd i symbolika
Herb przedstawia na tarczy w polu srebrnym czerwonego rybogryfa ze złotym uzbrojeniem i niebieskim ogonem ponad niebieskimi falami. Tarcza posiada również dwukolorową (złoto-czerwono-złoto-czerwoną) głowicę.